# Ньиренда, Виктор
Виктор Ньиренда (англ. Victor Nyirenda; 23 августа 1988 года, Блантайр, Малави) — малавийский футболист, нападающий. Участник КАН 2010.

## Карьера
Футболом заниматься начал в клубе «ЭСКОМ Юнайтед». В 2006 перешёл в «МТЛ Уондерерс», в первом сезоне взяв с клубом чемпионский титул. После того, как был включён в заявку на Кубок африканских наций 2010, перешёл в главный клуб Руанды АПР, с которым оформил три домашних дубля подряд. В 2014 году уехал во Вьетнам, где отыграл один сезон за «Донгнай». Затем вернулся в АПР, где оформил ещё один домашний дубль, после чего окончательно вернулся на родину. В 2019 году завершил карьеру.
За сборную дебютировал 20 июля 2008 года в матче Кубка КОСАФА против сборной Лесото. Принимал участие в отборе к чемпионату мира 2010 и к КАН 2012. Был включён в заявку сборной на Кубок африканских наций 2010, где вышел на поле в матче против сборной Анголы. Последний матч сыграл 7 декабря 2010 года против сборной Кот-д’Ивуара.

## Достижения
«МТЛ Уондерерс»
- Чемпион Малави: 2006

АПР
- Чемпион Руанды (4): 2009/10, 2010/11, 2011/12, 2013/14
- Обладатель Кубка Руанды (4): 2010, 2011, 2012, 2014